# Trilogia Caliban
A Trilogia Caliban é o nome que os leitores de Isaac Asimov usam para se referir a três livros escritos por Roger MacBride Allen, cujo personagem principal é um robô não-positrônico chamado Caliban.
O nome Caliban Trilogy é usado, por exemplo, em sites de venda de livros, como a Amazon.
A história se passa em um dos planetas dos Spacers, chamado Inferno, na época inicial da colonização da galáxia pelos Settlers. Os Spacers, que haviam colonizado cinquenta planetas, agora haviam perdido Solaria, e vários outros planetas estavam passando por crises ecológicas. Enquanto isso, os Settlers estavam ativamente colonizando vários planetas. No planeta Inferno, a relação entre Spacers e Settlers era tensa, apesar de um programa conjunto para recuperar seu ecossistema. Neste contexto, um cientista local constroi um robô que não obedece às Três Leis da Robótica.